# Friedrich von Huene
Le baron Friedrich Richard von Hoynigen, dit von Huene (né le 22 mars 1875 à Tübingen; † 4 avril 1969 dans cette même ville) est un paléontologue allemand spécialiste des vertébrés. Il fut, au début du XXe siècle, le plus grand expert européen des amphibiens et reptiles fossiles ; il a décrit et nommé plus de dinosaures que n'importe quel autre paléontologue du continent, notamment des Prosauropoda et des Sauropodomorpha.

## Biographie
Hoyningen-Huene soutint sa thèse de doctorat à l'Université de Tübingen en 1898 et obtint la chaire de Paléontologie de cet établissement. Dans la continuité de son travail de thèse, il se consacra d'abord à l'étude des brachiopodes du silurien, mais en 1900 élargit son champ de recherche aux amphibiens et reptiles fossiles. Au cours d'une carrière qui aura duré plus de 60 années, il s'est imposé comme un spécialiste des dinosaures bien au-delà de l'Europe.
Sa carrière est marquée par la découverte des restes fossilisés d'un troupeau de 35 platéosaures ensevelis par une coulée de boue. Il donne la description de plusieurs espèces de dinosaures tels Saltopus (1910), Proceratosaurus (1926), Antarctosaurus (1929) et distingue plusieurs taxons importants comme l'infra-ordre des Prosauropoda (1920) et le sous-ordre des Sauropodomorpha (1932). Friedrich von Huene a entrepris plusieurs chantiers et expéditions hors du continent européen : l'Amérique du Nord, où il s'initia aux méthodes de fouille en 1911 ; l'Argentine et la Patagonie (1923-24), et par la même occasion l'Afrique du Sud. Lors d'une nouvelle expédition en Amérique du Sud en 1928-29 (Argentine, Brésil, Uruguay), il découvre de nouvelles espèces, notamment les grands reptiles mammiféromorphes du genre Stahleckeria (de). Il fait connaître ces découvertes dans l'ouvrage Die fossilen Reptilien des südamerikanischen Gondwanalandes (1935–1942). Il effectue son dernier voyage en 1955 en Union Soviétique à l'invitation de collègues russes.

## Postérité
Friedrich von Huene devint en 1896 membre de la Société géologique suisse. Il fut, au mois d'août 1912, l'un des fondateurs de la Paläontologische Gesellschaft, en fut le 6 septembre 1912 le premier directeur éditorial avec Gustav von Arthaber (de), et membre honoraire (1955). Il fut élu membre de la Leopoldina (1925), membre correspondant de l'Académie des sciences d'URSS (1929), de la Société de paléontologie des vertébrés (1952), membre honoraire de la Verein für vaterländische Naturkunde in Württemberg (1955) et reçut en 1948 le prix Leopold von Buch.
Plusieurs espèces fossiles ont été baptisées en hommage à ses travaux ; ainsi, Charles Walcott, pionnier de l'étude des fossiles du Cambrien, a nommé hueneæ une espèce de brachiopodes. Liassaurus huenei est un dinosaure théropode carnivore primitif décrit en 1995 ; toutefois, en l'absence de description scientifique, cette appellation demeure pour l'instant un nomen nudum qui n'est donc pas officiellement reconnu.

## Publications
- (de) « Die fossile Reptil-Ordnung Saurischia, ihre Entwicklung und Geschichte », Monographien zür Geologie und Palaeontologie, 1re série, vol. 4, nos 1-2,‎ 1932, p. 1-361.
- Die fossile Reptil-Ordnung Saurischia, ihre Entwicklung und Geschichte. In: Monogr. Geol. Palaeontol. (1re série) 4; pp. 1–361 (1932)
- Paläontologie und Phylogenie der Niederen Tetrapoden, G. Fischer 1956
- Die Saurierwelt und ihre geschichtlichen Zusammenhänge, G. Fischer 1952, 2e éd. 1954
- Die Erschaffung des Menschen, Anker Verlag 1952
- Arbeitserinnerungen, Halle, Buchdruck des Waisenhauses 1944
- Die Dinosaurier der europäischen Triasformation mit Berücksichtigung der außereuropäischen Vorkommnisse, Geologische und Paläontologische Abhandlungen, Supplement-Band 1, pp. 1–419, Iéna, G. Fischer 1908
- Beiträge zur Kenntnis einiger Saurischier der schwäbischen Trias, Neues Jahrbuch für Mineralogie, Geologie und Paläontologie 1915, pp. 1–27
- Die Ichthyosaurier des Lias und ihre Zusammenhänge. Monographien zur Geologie und Paläontologie, 1922; pp. 1 - 122
- Ein neuer Pelycosaurier aus der unteren Permformation Sachsens. Geologische und Paläontologische Abhandlungen 14, 1925, pp. 1 - 52
- Vollständige Osteologie eines Plateosauriden aus dem schwäbischen Keuper, Geologisch-Paläontologische Abhandlungen, Neue Folge, vol. 15, 1926, pp. 139–179
- Die Plateosaurier von Trossingen, Die Umschau, vol. 4, 1929, pp. 880–882
- Lebensbild des Saurischier Vorkommens im obersten Keuper von Trossingen, Palaeobiologica, vol. 1, 1928, pp. 103–116
- Die südafrikanische Karroo-Formation als geologisches und faunistisches Lebensbild, Borntraeger Verlag 1925 (Fortschritte der Geologie und Paläontologie 4,12)
- Wirbeltierfaunen des permischen Festlandes in Europa und ihre Zusammenhänge, Tübinger Naturwiss. Abh., vol. 9, Enke Verlag 1925
- Die Placodontier. 4. Zur Lebensweise und Verwandtschaft von Placodus. In: Abhandlungen der Senckenbergischen Naturforschenden Gesellschaft, vol. 38, cahier n° 4, 2e partie, Francfort-sur-le-Main 1933, pp. 365–382
- Henodus chelyops, ein neuer Placodontier. Palaeontographica 84, 1936, pp. 97–148
- Weg und Werk Gottes in Natur und Bibel: biblische Erörterungen eines Paläontologen, 3e éd., Wilhelm Schneider Verlag, Siegen 1947
- Schöpfung und Naturwissenschaft, Quell Verlag der Evangelischen Gesellschaft 1948

## Exemples de dinosaures et reptiles fossiles décrits
- Antarctosaurus : 1927
- Yaleosaurus : 1932 (Synonyme de Anchisaurus)
- Pachysaurops : 1961
- Pachysaurus : 1908 Fitzinger , 1843 (Nomen dubium)
- Altispinax : 1923
- Avipes : 1932 [Pas un Dinosaure]
- Betasuchus : 1932 [Nomen Dubium]
- Campylodon : 1929 / Cuvier, Valenciennes , 1832
- Caudocoelus : 1932 (Synonyme de Teinurosaurus)
- Cetiosauriscus : 1927
- Coeluroides : avec Matley , 1933 [Nomen Dubium]
- Compsosuchus : avec Matley , 1933 [Nomen Dubium]
- Dolichosuchus : 1932 [Nomen Dubium]
- Dryptosauroides :avec Matley , 1933 [Nomen Dubium]
- Fulgurotherium : 1932
- Halticosaurus : 1908 [Nomen Dubium]
- Iliosuchus : 1932
- Indosaurus : avec Matley 1933
- Indosuchus : avec Matley , 1933
- Jubbulpuria (en) : avec Matley , 1933 [Nomen Dubium]
- Laevisuchus : avec Matley , 1933 [Nomen Dubium]
- Laplatasaurus : 1929
- Loricosaurus : 1929
- Magnosaurus : 1932
- Magyarosaurus : 1932
- Ornithomimoides (en) : avec Matley , 1933 [Nomen Dubium]
- Plateosauravus : 1932
- Proceratosaurus : 1926
- Procerosaurus : Fritsch , 1905 / Von Huene , 1902 (Synonyme de Ponerosteus (en))
- Rapator :  1932
- Rileya (en) : Von Huene , 1902 / Ashmead , 1888 (Synonyme de Rileyasuchus (en))
- Sellosaurus : 1908 (Synonyme de Plateosaurus)
- Thecocoelurus : 1923 [Nomen Dubium]
- Velocipes : 1932 [Nomen Dubium]
- Walgettosuchus : 1932 [Nomen Dubium]